# Pahonja (Heraldik)

Pahonja

Pahonja auf dem Fürstenzug in Dresden

Das Pahonja (belarussisch Пагоня, polnisch Pogoń, Pogonia) ist ein Wappenmotiv von Belarus in einem historischen Wappen von besonderer politischer Bedeutung. Der Begriff kann mit „Verfolgung“ übersetzt werden.
Es zeigt in Rot einen angreifenden weißen schwertschwingenden Ritter auf silbernem Pferd, einen silbernen Schild führend, der ein goldenes Kreuz mit zwei Querbalken zeigt.

## Geschichte
Schon auf Siegeln waren Pferde und Reiter beliebt. Heraldisch wird das Wappen in die Gruppe zu den Reitern mit Schwert gezählt. Seit dem 14. Jahrhundert ist es fast mit dem Litauischen Wappen des Großfürstentums identisch, was durch die gleichen Wurzeln erklärt werden kann. Bereits aus Byzanz ist das Doppelkreuz durch die Europäer im 7. Jahrhundert übernommen worden und im Rus fand es ab dem 12. Jahrhundert seine Verbreitung. Es zählt zu den älteren Wappenbildern in Europa. Die Kreuzform, gleiche und unterschiedliche Kreuzarme, prägten über die Zeit das Aussehen. Das Patriarchenkreuz war der Ausgang. Bis auf Kleinigkeiten glich es dem ungarischen Doppelkreuz im Königswappen der Anjou-Dynastie und gelangte später durch Heirat der Prinzen von Anjou ins Wappen von Neapel (Königreich) und Lothringen.
Datieren lässt sich das Wappensymbol auf etwa 1366, da es auf den Waffen des Großherzogs Algirdas abgebildet war.
Als das Zarenreich 1917 zusammenbrach, wurde in Minsk die Belarussische Volksrepublik errichtet, die allerdings nur acht Monate Bestand hatte und den Reiter, wie auch die Fahne in den Farben weiß-rot-weiß führte.
Die Nationalisten, die während des Zweiten Weltkriegs mit den deutschen Besatzern kollaborierten, nutzten ebenfalls dieses Symbol, was am Siegel des Weißruthenischen Zentralrates erkennbar ist.
1991 führte der Oberste Belarussische Sowjet das Pahonja-Symbol wieder als Staatswappen ein. 1995 wurde auf Vorschlag des Präsidenten Aljaksandr Lukaschenka nach einem umstrittenen Referendum eine neue Staatsfahne und ein neues Wappen eingeführt. Seitdem sind das Pahonja sowie die weiß-rot-weiße Flagge zu Symbolen der Opposition geworden.
Im litauischen Staatswappen (das Symbol wurde übernommen unter dem Namen Vytis, der Held) ist das Zaumzeug des Pferdes in Blau gehalten. Geführt wurde das Wappen 1926–1940 und 1990/91.

## Verwendung als Ortswappen
Auf den Wappen folgender Orte ist das Wappenmotiv der Pahonja abgebildet:
- Białystok, Polen
- Brańsk, Polen
- Isjaslaw, Ukraine
- Lepel, Belarus
- Lipnischki, Belarus
- Mahiljou, Belarus
- Newel, Russland
- Puławy, Polen
- , Retschyza, Belarus
- Sebesch, Russland
- Siedlce, Polen
- Welisch, Russland
- Werchnjadswinsk, Belarus